# Sillon intermammaire
Le sillon intermammaire est, en anatomie humaine, l'espace de la poitrine de la femme compris entre les deux seins. Dans le langage courant, cette région est parfois désignée par entre-deux-seins ou entre-seins.[réf. nécessaire]

## Aspects culturels

### Sexualité
Le sillon intermammaire, lorsqu'il n'est pas couvert par un vêtement (exemple du décolleté), constitue une zone du corps qui peut jouer le rôle d'attrait sexuel.
Il est également central dans le cadre de la pratique sexuelle de la branlette espagnole.

### Dans la littérature
Cet espace est régulièrement évoqué dans la littérature. Dans Vipère au poing, il est utilisé par la mère d'Hervé Bazin pour maintenir les clés hors de portée des enfants : « La clef suprême, celle qui défendait toutes les autres, celle de l'armoire anglaise, ne quitta plus l'entre-deux-seins de la maîtresse de maison. »

## En photographie
En photographie, sa mise en valeur est un élément important du portrait féminin et de la photographie érotique.